# The Makings of Me
A The Makings of Me Monica amerikai énekesnő ötödik albuma. Producerei főként Missy Elliott és Jermaine Dupri, közreműködtek még Bryan Michael Cox, a The Underdogs, Swizz Beatz, Sean Garrett és mások. Az albumot a kritikusok dicsérték, de nem lett sikeres; Monica albumai közül ebből kelt el a legkevesebb.

## Felvételek
Fia, Rodney Ramone Hill III születése után (2005 május) Monica folytatta a munkát az akkor még cím nélküli albumon Missy Elliott, Bryan Michael Cox, és Jermaine Dupri producerekkel. Az album számainak nagy részét Elliott és Dupri írta, de dolgozott rajta Sean Garrett, Harold Lilly, Swizz Beatz, Tank és a The Underdogs is. Monica körülbelül negyven dalt rögzített Dre & Vidal, Tricky Stewart, Scott Storch, Jazze Pha, No I.D., Akon producerekkel és Mannie Fresh, valamint Young Jeezy rapperekkel, de ezek közül egyik sem került fel az album végleges változatára.
Az album címeként felmerült a Street Butterfly, a Raw és a A Dozen Roses is, végül Curtis Mayfield The Makings of You című számáról nevezték el, melyből Monica felhasznált egy részletet az album második kislemezdalában, az A Dozen Roses (You Remind Me)-ban. „Találó a cím, mert oly sok különféle helyzetről szól, jóról és rosszról, azokról, amik azzá tettek, ami vagyok” – mondta Monica egy, a Billboard magazinnak adott interjújában 2006-ban. Az énekesnő az interjúban „zenei naplóhoz” hasonlította az albumot, ahol az emberek „többféle színben láthatnak engem egyszerre”. (A the makings of me jelentése kb.: „azzá válni, ami vagyok”).
Monica kijelentette, az album személyes hangvétele nagyrészt annak tudható be, hogy saját verseit használta fel benne, és sokat köszönhet az Elliotthoz és Duprihoz fűződő barátságának is, valamint az olyan dalszerzőknek, mint Tank, aki „nagyon jól át tudta érezni”, miről beszél Monica, és az album nagy részét az énekesnő verseiből hozta létre. „Ez az album nagyon más, mint az eddigiek, és ennek én vagyok az oka” – mondta Monica az MTV Newsnak. „Most, 26 évesen más fényben látom a dolgokat, a kapcsolatokat is, és többet bele tudtam vinni eddigi élményeimből az albumba.”

## Fogadtatása
A The Makings of Me vegyes fogadtatásban részesült a kritikusoktól. Az AllMusic „nagyrészt édes, bár helyenként nem túl figyelemreméltó dalgyűjtemény”-nek nevezte, az Entertainment Weekly pedig úgy vélte, az album méltó része Monica diszkográfiájának, dalszerzés és produkció szempontjából az énekesnő 2003-ban megjelent After the Storm című albumához hasonlította. Az About.com munkatársa, Mark Edward Nero azonban úgy vélte, Monica nagy erejű hangjából ezúttal „hiányzik az érzelem”, és az album rövidségét is kritizálta.
A The Makings of Me egy héttel a megjelenése után az első helyen nyitott a Billboard Top R&B/Hip-Hop Albums slágerlistán és a nyolcadik helyen a hivatalos Billboard 200-on. Az első héten közepes sikernek számító 92 935 példányban kelt el (körülbelül feleannyiban, mint az After the Storm). 2007 júniusáig az album az USA-ban 270 000 példányban kelt el, ezzel Monica albumaiból eddig ebből adtak el a legkevesebbet. A nemzetközi egyesített slágerlista 18. helyén nyitott (ez a legmagasabb pozíciója is ezen a listán), a kanadai R&B Top 50 Albums slágerlistán pedig a 23. helyen.
A Wal-Mart 2007. április 3-án megjelentette az album Deluxe Digital változatát bónusz csengőhangokkal (a The First Night című dalból), mobiltelefon-háttérképpel és további bónuszanyagokkal.
Az albumról négy kislemez jelent meg. Az első, az Everytime tha Beat Drop csak a 48. helyig jutott a Billboard Hot 100-on, ezzel Monica legkevésbé sikeres albumbevezető kislemeze a 2002-es All Eyez on Me óta. A Hot R&B/Hip-Hop Songs slágerlistán azonban elérte a 11., a World R&B Top 30 Singles listán a 7. helyet. A következő két kislemez, az A Dozen Roses (You Remind Me) és a Sideline Ho még rosszabb eredményt értek el, a the Hot R&B/Hip-Hop Songs 48., illetve 45. helyéig jutottak, a Hot 100-ra nem kerültek fel. A negyedik kislemez, a Hell No (Leave Home) sem ért el sikert.

## Számlista
| #            | Cím                                                | Szerzők | Hossz |
| ------------ | -------------------------------------------------- | --- | ----- |
| 1.           | Everytime tha Beat Drop (feat. Dem Franchize Boyz) | J. Willingham, Jermaine Dupri, J. Phillips, J. Austin, G. Tiller, B. Leverette, M. Gleaton, Charles Hammond, Robert Hill, D'Angelo Hunt | 3:43  |
| 2.           | A Dozen Roses (You Remind Me)                      | Curtis Mayfield, Missy Elliott, Corte Ellis                                                                                             | 3:51  |
| 3.           | Sideline Ho                                        | Harvey Mason Jr., Damon Thomas, Antonio Dixon, Eric Dawkins, Steve Russell, Tank                                                        | 3:45  |
| 4.           | Why Her                                            | J. Dupri, Manuel Seal, Harold Lilly | 4:08  |
| 5.           | Hell No (Leave Home) (feat. Twista)                | Carl Mitchell, Bryan-Michael Cox, Sean Garrett                                                                                          | 4:44  |
| 6.           | Doin’ Me Right                                     | Cainon Lamb, Miguel Castro, Craig Brockman, M. Elliott, Wayne Bell, C. Ellis                                                            | 3:19  |
| 7.           | Raw (feat. Swizz Beatz)                            | Kaseem Dean, Cainon Lamb, H. Lilly | 3:43  |
| 8.           | My Everything                                      | Tank, D. Thomas, A. Dixon, Eric Dawkins, Steve Russell, Harvey Mason Jr.                                                                | 3:40  |
| 9.           | Gotta Move On                                      | C. Brockman, M. Elliott | 3:44  |
| 10.          | Getaway                                            | P.J. Morton | 3:36  |
| Japán kiadás |                                                    | |       |
| 11.          | Thanks for the Misery                              | S. Garret, Dent | 3:42  |

- Az Everytime tha Beat Drop felhasznál egy részletet a Dem Franchize Boyz Lean wit It, Rock wit It című számából (2006).
- Az A Dozen Roses (You Remind Me) felhasznál egy részletet Curtis Mayfield The Makings of You

című számából (1972).
- A Doin’ Me Right felhasznál egy részletet a The Whispers Chocolate Girl című számából (1976).

Kiadatlan dalok
- Ain’t Nothing (producere Scott Storch)[12]
- Born & Raised (feat. Rock)[12]
- Dance wit U (írta Tricky Stewart, Shamora)[13]
- No Stoppin’ (producere Missy Elliott)[12]
- Pulling Up (producere Jazze Pha)[12]
- So in Love (írta T. Stewart, Shamora)[12]
- Something to Wrap (írta Kim Cantade) [13]
- Stop (írta Dre & Vidal, Claudette Ortiz, Ryan Toby)[13]
- Thought You Had Me (írta Dre & Vidal, Ryan Toby, Yummy Bingham)[13]
- Why Lie (feat. Smitty)[12]
- Wonder Why I’m Mad (írta Tricky Stewart)[13]

## Kislemezek
- Everytime tha Beat Drop (2006. július 24.)
- A Dozen Roses (You Remind Me) (2006. október 10.)
- Sideline Ho (2007. február 5.)
- Hell No (Leave Home) (2007. május 14.)

## Helyezések
| Slágerlista (2006)                   | Legfelső helyezés |
| ------------------------------------ | ----------------- |
| Kanadai R&B Top 50                   | 23                |
| USA Billboard 200                    | 8                 |
| USA Billboard Top R&B/Hip-Hop Albums | 1                 |